# Fallon, Nevada
Fallon là một thành phố ở quận Churchill, nằm ở phía tây Nevada, Hoa Kỳ. Dân số là 7.536 người vào điều tra dân số năm 2000. Nó là quận lỵ của quận Churchill và nằm trong thung lũng Lahontan.
Theo Cục điều tra dân số Hoa Kỳ, thành phố có tổng diện tích là 3,1 dặm vuông (7,9 km ²), trong đó, 3,0 dặm vuông (7,9 km ²) là đất và 0,04 dặm vuông (0,1 km ²) của nó (0,65%) là mặt nước nước.